# متطلبات المعايير الدولية لإعداد التقارير المالية
تسرد هذه المقالة متطلبات المعايير الدولية لإعداد التقارير المالية (IFRS).

## تقديم البيانات المالية
يجب أن تحتوي المجموعة الكاملة للبيانات المالية لمتطلبات معايير التقارير المالية الدولية:
- بيان الوضع المالي (بيان الميزانية العمومية) في نهاية الفترة.
- بيان الدخل الشامل للفترة وقد يقدم كبيان منفرد أو بيان للدخل (حساب الربح والخسارة) مع بيان آخر للدخل الشامل، والذي يشمل الأرباح أو الخسائر على الممتلكات والمصنع والمعدات، وأرباح أو خسائر تحويل البيانات المالية للعمليات الأجنبية.
- بيان تغيرات الأسهم خلال الفترة.
- بيان التدفق النقدي خلال الفترة.
- ملاحظات تشمل ملخص سياسات المحاسبة البارزة.

يتعين على الكيان الذي يغير سياسة المحاسبة أن يقدم بيان الوضع المالي (بيان الميزانية) لبداية فترة المقارنة.
تُقدم معلومات المقارنة لفترة التقرير السابقة. يتعين على الكيان الذي يحضّر لحسابات معايير التقارير المالية الدولية للمرة الأولى أن يطبق تلك المعايير بشكل كامل في الفترة الحالية وفترة المقارنة على الرغم من وجود استثناءات انتقالية.

## البيانات المالية الموحدة
يتعين على الشركة الأم (الشركة القابضة) لمجموعة أن تقدم بيانات مالية موحدة تشمل كل شركاتها الفرعية. الشركة الفرعية هي كيان خاضع للشركة الأم. يتحكم المُستَثمِر بالمستثمَر عندما تعرض عليه العائدات -أو يمتلك الحقوق- المتغيرة من ارتباطه مع المستثمَر، ويستطيع التأثير على هذه العائدات بموجب قوّته على المستثمَر.
عند التحضير للبيانات المالية الموحدة يجب أن يقوم الكيان باستخدام سياسات محاسبة موحدة للتقارير، مثل التعاملات والأمور المشابهة لها. يجب إزالة التعاملات والميزانيات داخل المجموعة.

## محاسبة الاستحواذ والشهرة
تمثَّل المدمجات التجارية بتطبيق طريقة الشراء وتتطلب أن يُصنّف الكيان كمُستحوِذ.
يقوم الكيان المستحوذ بتخمين القيمة العادلة للأصول المنفصلة، والالتزامات والالتزامات العرضية في العمل الذي استحوذ عليه. يمكن للأمر أن يشمل تحديد الأصول غير الملموسة كالعلاقات مع الزبائن والتي لا تُدرك عادة باستثناء الاستحواذ.
يمثل الفارق بين السعر المدفوع (الاعتبار) للمجموعة التجارية والقيمة العادلة للأصول والالتزامات المكتسبة الشهرة. إن الشهرة ليست عرضة لإخماد الدين لكنها تُخمّن من أجل التدهور على الأقل سنوياً. إن الانخفاض بالقيمة -إن وجد- يندب إلى بيان الدخل. وهذه الخسائر لا تُعكس بعد ذلك.

## الجرد (الأوراق المالية)
يجرى الجرد عند السعر الأدنى للكلفة والقيمة المعقولة الصافية، ومن حيث المبدأ يُعد الأمر مشابهاً للسعر الأدنى من التكلفة أو السوق في المبادئ المحاسبية المقبولة بصفة عامة بالولايات المتحدة (US GAAP).
تشمل التكاليف كل تكاليف الشراء والتحويل والتكاليف الأخرى المتعلقة بجلب العناصر إلى حالتها وموقعها الحالي. حيث لا يمكن تعريف العناصر المنفردة، يتم استخدام صيغة «أول الداخلين هو أول الخارجين» أو «معدل الموازين» ولا تقبل صيغة «آخر الداخلين هو أول الخارجين».
إن القيمة المعقولة الصافية هي سعر المبيع المقدر بأقل التكاليف للإكمال والبيع.

## المدينين والدائنين
يتم تسجيل المدينين والدائنين مبدئياَ على القيمة العادلة. يدرج القياس التالي عند كلفة استهلاك الدين. وفي معظم الحالات يمكن إدراج الدائنين والمدينين تجارياً عند المقدار المتوقع تلقيه أو دفعه، إلا أنه من الضروري خصم الواجب دفعه أو تلقيه بفترة ائتمانية أساسية.
إذا تمت عرقلة المدين تُكتب القيمة الدفترية إلى القيمة التي يمكن استردادها وتكون القيمة الأعلى ضمن الاستخدام وقيمتها العادلة «أٌقل سعر تكلفة للبيع». القيمة المستخدمة هي القيمة الحالية للتدفق النقدي المتوقع كسبه من المدين.

## الاقتراض
يدرج الاقتراض عند كلفة السداد باستخدام طريقة الفائدة الفعالة. يتطلب الأمر أن تخصم تكاليف تنظيم الاقتراض من القيمة الرئيسية للدين وتسدد خلال فترة الدين.

## المخصصات
هي التزامات بآجال أو مبالغ غير محددة. يتم اعتبار المخصصات عندما يكون لدى الكيان في تاريخ بيان الميزانية التزام حالي ناتج عن حدث سابق، وذلك عندما يحتمل حدوث تدفق في الموارد (مثلاً دفع نقدي مستقبلي) وعندما يمكن اتخاذ تخمين موثوق من الالتزام. تُدرك إعادة بناء المخصصات عندما يكون للكيان خطة مفصلة لإعادة البناء وعندما يرفع سقف الطموحات بين أولئك المتأثرين باستمرارية إعادة البناء.

## الإيراد
يقاس الإيراد عند القيمة العادلة للمدين أو الاعتبار المتلقى. لا يمكن اعتبار إيرادات بيع البضائع حتى يتمكن الكيان من نقل المخاطر البارزة ومكافآت ملكية البضائع إلى المشتري. تمثل إيرادات تقديم الخدمات إلى حد المرحلة التي يمكن فيها قياس إكمال التداول بشكل موثوق.

## تكاليف الموظفين
تعتبر تكاليف الموظف عندما يقوم بتقديم الخدمات خلال فترة المحاسبة. يشمل الأمر استحقاقات الغيابات القصيرة المعوّضة كالإجازات العطلية المدفوعة. تتطلب مشاركة الأرباح ومخططات العلاوة مستحقات عندما يكون الكيان ملزماً بإجراء هذه المدفوعات في تاريخ التقرير.

## المدفوعات السهمية
عندما يتلقى الكيان الخدمات والبضائع بدل إصدار الأسهم أو صكوك الأسهم التي تمثل القيمة العادلة لتلك البضائع والخدمات كنفقة أو أصل. عند تقديم خيارات وحوافز سهمية للموظفين، يتطلب الأمر تخمين القيمة السوقية للصكوك عندما تمنح للمرة الأولى ومن ثم تحمل الكلفة خلال فترة كسب الأرباح.

## بيانات التدفق النقدي
تظهر بيانات التدفق النقدي لمعايير التقارير المالية الدولية تحرُّك النقد والمكافِئات النقدية. هذا يشمل النقد المتوفر والودائع التي تحت الطلب، الاستثمارات السائلة قصيرة الأجل والجاهزة للتحويل إلى نقد، والأرصدة المصرفية المكشوفة حيث تكون جاهزة للتأرجح من الموجب إلى السالب. ولا تحتاج هذه البيانات لإظهار التحركات في حالات الاقتراض أو الدين الصافي.
يمكن تقديم بيانات التدفق النقدي بطريقة مباشرة أو غير مباشرة. في الطريقة المباشرة، يتم إرفاق فئات رئيسية من الإيصالات النقدية والدفعات النقدية. في الطريقة غير المباشرة، يتم تعديل الربح أو الخسارة من أجل التعديلات غير النقدية.
تصنف العناصر في بيان التدفق النقدي إلى أنشطة التشغيل، أنشطة الاستثمار والتمويل.

## القيمة العادلة
القيمة العادلة هي القيمة التي يمكن أن تدفع لقاء الأصل أو تسوية الالتزام بين الأطراف المطلعة الراضية عن الصفقة.